# Querqueville
Querqueville è un ex comune francese di 5 497 abitanti situato nel dipartimento della Manica nella regione della Normandia; dal 1º gennaio 2016 fa parte, come comune delegato, del nuovo comune di Cherbourg-en-Cotentin.

## Storia

### Simboli
Il 1º gennaio 2016, i comuni di Cherbourg-Octeville, Équeurdreville-Hainneville, La Glacerie, Querqueville e Tourlaville si sono uniti per formare il nuovo comune di Cherbourg-en-Cotentin.
Lo stemma è stato adottato nel 1972.

## Società

### Evoluzione demografica
Abitanti censiti